# Apaure
L’Apaure, est un cours d'eau du département des Pyrénées-Atlantiques. Il arrose les coteaux du sud de l'Adour.
D'une longueur totale de 11,2 km, il prend sa source dans la commune d'Arrast-Larrebieu et s'écoule du sud vers le nord. Il  se jette dans le Saison à Nabas, après avoir traversé 5 communes.

## Département et communes traversés

### Pyrénées-Atlantiques
- Arrast-Larrebieu
- Charre
- Moncayolle-Larrory-Mendibieu
- Rivehaute
- Nabas